# Alfred von Schlieffen
Le comte Alfred von Schlieffen (né le 28 février 1833 à Berlin, mort dans la même ville le 4 janvier 1913) est un général et stratège prussien.

## Biographie
Alfred est issu de la famille noble poméranienne von Schlieffen (de). Fils de Friedrich Magnus von Schlieffen (de), commandant général prussien à Berlin et après avoir été diplômé du lycée de Joachimsthal, il entre dans l'armée en 1854 puis à l'état-major en 1863, et participe en 1866, en tant que capitaine de l'état-major, à la bataille de Sadowa.
Il participe à la guerre franco-prussienne de 1870 en tant que commandant à l'état-major du grand-duc de Mecklembourg-Schwerin. De 1876 à 1884, il est commandant du 1er régiment d'uhlans de la Garde et travaille ensuite exclusivement au Grand État-Major général. En 1884, il accède au poste de chef de département du Grand État-Major. En 1888, il est promu quartier-maître général, et donc représentant du chef de l'État-Major le comte von Waldersee.
En 1891, Schlieffen succède à Waldersee. En 1903, il est général, membre du Conseil supérieur de la guerre. En 1905, il présente un plan offensif, présupposant qu'une potentielle guerre contre la France serait courte, en prévoyant une vaste manœuvre enveloppante en passant par le Luxembourg, la Belgique et les Pays-Bas.
En 1906, il part à la retraite après cinquante-trois ans de service. Il est nommé Generalfeldmarschall en 1911. Il meurt à Berlin le 4 janvier 1913, dix-neuf mois avant le déclenchement des hostilités qui verront l'application partielle de son plan. D'aucuns pensent que ce plan aurait pu être couronné de succès, n'eût été la diminution des effectifs sur le flanc droit engagée par son successeur, Moltke.
Il est inhumé au cimetière des Invalides de Berlin.

## Ouvrages
- (en + de) Alfred von Schlieffen, Denkschrift Krieg gegen Frankreich, Berlin, décembre 1905 (lire en ligne).
- (de) Alfred von Schlieffen, Cannae : Mit einer Auswahl von Aufsätzen und Reden des Feldmarschalls sowie einer Einführung und Lebensbeschreibung von General der Infanterie Freiherrn von Freytag-Loringhoven, Berlin, E. S. Mittler & Sohn, 1913 (réimpr. 1925 à Berlin, 1931 à Fort Leavenworth et 1936 à Berlin), 392 p. (LCCN ltf89003888).
- (de) Alfred von Schlieffen, Friedrich der Grosse, Berlin, E. S. Mittler & Sohn, 1927 (OCLC 016500534).
- (de) Alfred von Schlieffen, Gneisenau, Leipzig, Insel-Verlag, 193? (OCLC 020459562).
- (de) Alfred von Schlieffen, Die taktisch-strategischen Aufgaben aus den Jahren 1891-1905, Berlin, E. S. Mittler & Sohn, 1937 (OCLC 072713989).
- (de) Alfred von Schlieffen (préf. général Werner von Fritsch), Dienstschrifen des Chefs des Generalstabes der Armee Generalfeldmarschalls Graf von Schlieffen, Berlin, E. S. Mittler, 1937, 2 volumes (BNF 34952125).
- (en) Alfred von Schlieffen (trad. Robert T. Foley), Alfred von Schlieffen's Military Writings, Portland, OR, Frank Cass, 2003, 280 p. (ISBN 978-0-7146-4999-3, BNF 39047889, présentation en ligne).